# Мальтийский фунт
Мальтийский фунт (англ. pound, мальт. lira) — денежная единица Мальты с 1949 по 1983 год. Первоначально фунт = 20 шиллингов = 240 пенсов = 960 фартингов, с 1971 года фунт = 100 центов = 1000 милей.

## История

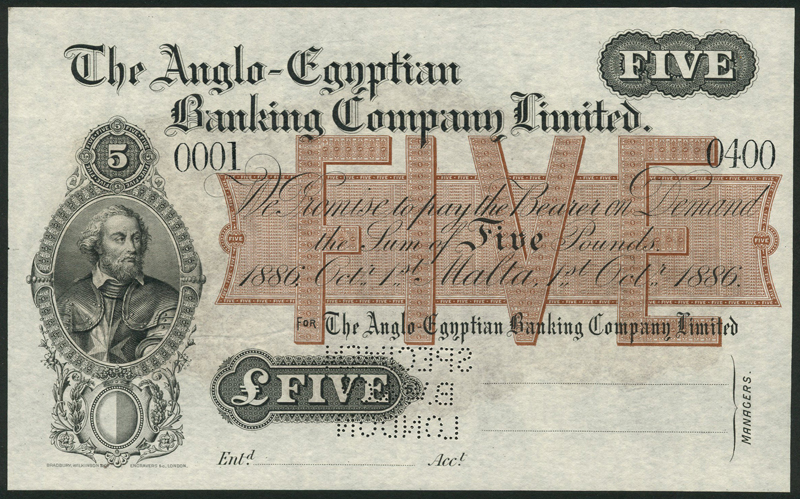
5 фунтов 1886 года

В первые 50 лет британского владения (с 1800 года) на острове в обращении находились монеты Мальтийского ордена, испанские, сицилийские, английские, французские и австрийские монеты. Фунт стерлингов в 1855 году объявлен единственным законным платёжным средством, но в обращении до 1886 года сохранялись орденские и сицилийские золотые и серебряные монеты.
В 1914 году правительство Мальты выпустило первые мальтийские банкноты в фунтах, шиллингах и пенсах; их выпуск был вызван недостатком монет в обращении. В 1915 году они были изъяты и заменены британскими банкнотами. В 1939 году в связи с недостатком наличности и утратой связи с Банком Англии правительство Мальты вновь выпустило банкноты в фунтах и шиллингах. Банкноты этого выпуска находились в обращении до 1972 года.
В 1949 году принят закон о введении мальтийского фунта, приравненного к фунту стерлингов. 20 сентября 1949 года банкноты Банка Англии потеряли силу законного платёжного средства. Монеты Великобритании остались в обращении, так как мальтийские разменные монеты не выпускались. В ноябре 1967 года, после девальвации фунта стерлингов, мальтийский фунт также был девальвирован.
В 1969 году начат выпуск банкнот с надписями на двух языках: английском и мальтийском. Название денежной единицы на английском указывалось — «Pound», на мальтийском — «Lira».
После децимализации фунта стерлингов деление мальтийского фунта в феврале 1971 года также было изменено, фунт стал делиться на 100 пенсов и 1000 милей. В мае 1972 года начат выпуск мальтийских монет, заменивших в обращении британские монеты в шиллингах и пенсах. С 26 декабря 1971 года был изменён курс мальтийского фунта к фунту стерлингов: 1,025 фунта стерлингов = 1 мальтийский фунт. С 23 июня 1972 года курс устанавливался на основе корзины валют.
23 января 1983 года мальтийский фунт переименован в мальтийскую лиру.